# Legge regionale
La legge regionale è, in Italia, una legge approvata da un Consiglio regionale e promulgata dal presidente della Giunta. Le leggi regionali hanno vigore nella sola Regione di riferimento.

## Normativa
In Italia la legge regionale è prevista dall'art. 117 della Costituzione e ha la stessa posizione nella gerarchia delle fonti del diritto della legge statale.

## Procedimento legislativo
Le leggi regionali seguono un iter legis che si articola in diverse fasi:
- fase d'iniziativa;
- fase istruttoria;
- fase deliberativa;
- fase integrativa dell'efficacia

### Fase di iniziativa
Il potere di presentare un disegno di legge all'approvazione del Consiglio Regionale spetta:
- ai singoli consiglieri regionali;
- alla Giunta Regionale;
- ai consigli provinciali e comunali, ma solo per le regioni a statuto speciale
- o su proposta del corpo elettorale

### Fase istruttoria
Quest'attività è espletata dalle Commissioni Consiliari, in sede referente.

### Fase deliberativa
Quest'attività spetta esclusivamente al Consiglio Regionale.
La legge viene discussa in Consiglio, quindi viene votata articolo per articolo, e infine è votata nel suo complesso, con la votazione finale.
È invece scomparsa la successiva fase che prevedeva l'apposizione del visto da parte del Commissario governativo.

### Fase integrativa dell'efficacia
Dopo che è stata votata, la legge è promulgata dal Presidente della Giunta Regionale e pubblicata sul Bollettino Ufficiale Regionale.

### Competenza
In seguito alla riforma costituzionale del 2001, la potestà legislativa generale appartiene allo Stato e alle Regioni, posti sullo stesso piano; la competenza è attribuita per materie.
La competenza a legiferare può essere:
- esclusiva dello Stato;
- concorrente tra Stato e Regioni;
- residuale delle Regioni;

L'art. 117 Cost. infatti definisce nel suo secondo comma le materie per le quali lo Stato ha competenza esclusiva, nel terzo le materie per le quali la competenza tra Stato e Regioni è di tipo concorrente, mentre il quarto comma stabilisce la competenza residuale delle Regioni su tutte le altre materie.
Prima di questa legge di riforma costituzionale (l. cost. n. 3/2001) le Regioni a Statuto ordinario (quelle speciali già avevano poteri esclusivi) potevano esercitare il potere legislativo solo nelle materie tassativamente indicate nell'art. 117 Cost. e soltanto nei limiti di una legge-cornice statale ovvero dei principi fondamentali della materia (cosiddetta competenza concorrente).
Da ultimo la legge 131-2003, la cosiddetta legge La Loggia, precisa che rimangono in vigore le leggi dello Stato nelle materie in cui la competenza è passata alle regioni, fino a che le stesse non legifereranno sull'argomento; lo stesso vale per le materie su cui la competenza è passata dalle regioni allo Stato, per cui rimarranno in vigore le leggi regionali fino a diversa statuizione dello Stato.

#### Competenza esclusiva dello Stato
La competenza esclusiva dello Stato si esplica sulle seguenti materie:
- organizzazione dello Stato;
- sicurezza dello Stato;
- rapporti internazionali;
- politica economica e monetaria;
- rapporti tra le persone;
- sulla giustizia;
- sui trattamenti sanitari obbligatori
- sulle politiche sociali;
- sulla tutela ambientale;
- su argomenti residuali, come la determinazione dei pesi e delle misure, o i dazi e le dogane.
- immigrazione
- sistema valutario

#### Competenza concorrente dello Stato e Regioni
La competenza concorrente Stato-Regioni si esplica, a titolo esemplificativo, sulle seguenti materie:
- commercio con l'estero;
- istruzione;
- ricerca scientifica;
- ordinamento sportivo;
- porti e aeroporti;
- tutela e sicurezza del lavoro;
- beni culturali.

## Legge regionale statutaria
La legge regionale statutaria, nelle Regioni a statuto ordinario, contiene lo statuto d'autonomia, modificabile esclusivamente da leggi statutarie ed è disciplinata dall'articolo 123 della Costituzione.